# Achoerodus
Achoerodus là một chi cá biển thuộc họ Cá bàng chài. Cả hai thành viên trong chi này đều là loài đặc hữu của Úc và đang trong tình trạng bị đe dọa do số lượng của chúng ngày càng bị suy giảm do nạn đánh bắt quá mức.

## Từ nguyên
Từ định danh của chi này được ghép bởi ba âm tiết trong tiếng Hy Lạp cổ đại: tiền tố a- (ἀ, "không có") choíros (χοίρος, "heo") và odoús (ὀδούς, "răng"), hàm ý có lẽ đề cập đến răng nanh sau không phát triển như những loài "cá mõm lợn" (tên gọi chung chỉ các loài Bodianus).

## Hình thái học
Achoerodus là một trong số ít loài cá bàng chài có chiều dài phát triển vượt quá 100 cm. A. viridis có thể phát triển đến kích thước 120 cm, trong khi A. gouldii có thể đạt đến 175 cm, trở thành những loài có kích thước lớn nhất của họ bàng chài.
Cá đực của hai loài nhìn chung có màu lục lam đến xanh lam thẫm, cá cái có màu xanh lục hoặc nâu đỏ nhạt tùy từng loài.
Số gai ở vây lưng: 11; Số tia vây ở vây lưng: 11; Số gai ở vây hậu môn: 3; Số tia vây ở vây hậu môn: 11; Số tia vây ở vây ngực: 16–18; Số gai ở vây bụng: 1; Số tia vây ở vây bụng: 5.

## Sinh thái học
Achoerodus là một loài lưỡng tính tiền nữ (protogynous hermaphrodite), tức là cá đực trưởng thành đều phải trải qua giai đoạn trung gian là cá cái. Cá đực thường sống thành nhóm cùng với bầy cá cái trong hậu cung của nó, trong đó có 1–2 con cá cái đã trưởng thành hoàn toàn; nếu con đực đầu đàn chết đi, con cái trưởng thành này sẽ chuyển thành cá đực và thống trị cả bầy.
Tuổi thọ lớn nhất được biết đến ở A. viridis là 35 năm, trong khi ở A. gouldii lên đến 70 năm. Thức ăn của chúng là động vật giáp xác, động vật thân mềm và cầu gai.

## Các loài
Hai loài được công nhận là hợp lệ trong chi này là:
- Achoerodus gouldii (Richardson, 1843)
- Achoerodus viridis (Steindachner, 1866)